# Villa de la Marne
La villa de la Marne (ou villa Beauvir) est une maison de Lorient dans le Morbihan (France).

## Localisation
Le bâtiment est situé au 64 avenue de la Marne, à Lorient.

## Historique
La villa est érigée en 1948, selon les plans de l'architecte Rogé Beauvir pour son propre usage. Elle lui sert alors de maison et d'agence. Les plans de cette bâtisse ont été conçus par l'architecte alors qu'il était prisonnier de guerre en Allemagne durant la Seconde Guerre mondiale.
Le bâtiment obtient le label « Patrimoine du XXe siècle » le 20 juin 2000.

## Architecture
La maison, bâtie en béton armé, mélange les styles moderniste et Art déco tardif. Construite sur deux niveaux, elle est couverte d'un toit-terrasse, lui-même portant une poutre courbe. Elle a une emprise de 300 m2 habitables et totalise 8 chambres.